# Ray Donovan (Fernsehserie)
Ray Donovan ist eine US-amerikanische Fernsehserie mit Liev Schreiber in der Hauptrolle. Sie wurde von der The Mark Gordon Company für den Fernsehsender Showtime produziert. Die Serie handelt von Ray Donovan, der sich mit den Problemen der Elite von Los Angeles beschäftigt und versucht, diese bestmöglich zu lösen. Dies gelingt ihm allerdings nur bei den Problemen seiner Klienten, nicht bei seinen eigenen.
Die Serie startete am 30. Juni 2013 auf Showtime und wurde zum bis dato besten Serienstart der Sendergeschichte. Am 20. Dezember 2018 wurde die Produktion einer siebten Staffel bekannt gegeben, deren erste Folge am 17. November 2019 ausgestrahlt wurde.
Im Februar 2020 stellte Showtime die Serie nach sieben Staffeln ein. Hauptdarsteller Liev Schreiber äußerte sich danach dennoch hoffnungsvoll über eine weitere Fortsetzung. Wie Schreiber bestätigte, sollte anstatt einer achten Staffel ein Abschlussfilm entstehen. Ray Donovan: The Movie wurde schließlich Mitte Januar 2022 ausgestrahlt. Showrunner David Hollander verwirklichte so seine Idee für eine finale Staffel in Filmlänge.

## Handlung
Die Brüder Raymond („Ray“), Terrence („Terry“) und Brendan („Bunchy“) Donovan stammen aus einer dysfunktionalen Familie, die in South Boston (Southie) lebte. Sie wuchsen in einem kriminellen Milieu auf und erlebten sexuellen Missbrauch durch katholische Priester. Ihr Vater wurde nach einem Raubüberfall verhaftet und zu einer langjährigen Haftstrafe verurteilt. Ihre Schwester beging Selbstmord, während die Mutter krebsbedingt im Sterben lag.
Die Serie beginnt zwei Jahrzehnte später. Die drei Donovans leben mittlerweile im Großraum Los Angeles. Raymond „Ray“ ist mit Abby verheiratet, hat einen Sohn und eine Tochter und lebt in einem Haus im hochpreisigen Calabasas. Er arbeitet als „Fixer“ für die Kanzlei Goldman & Drexler, welche die Reichen und Berühmten von Los Angeles vertritt. Rays Aufgabe ist es, sich diskret um deren Probleme zu kümmern, die er professionell und häufig mit illegalen Methoden bei hoher Bezahlung löst. Terry, ein ehemaliger und an Parkinson erkrankter Boxer, betreibt mit Hilfe des sexuell appetenzgestörten Bunchy in Los Angeles einen Boxclub, der Ray auch zur Geldwäsche dient.
Das Leben der Donovans gerät in Aufruhr, als ihr früher bedrohlicher Vater Mickey Donovan auf Bewährung aus dem Gefängnis entlassen wird. Mickey stellt seinen drei Söhnen den ihnen noch unbekannten Halb-Bruder Darryl vor. Während Mickey sich an dem Priester rächen will, der seine Söhne missbrauchte, will Ray Mickeys Rückkehr ins Gefängnis, während das FBI gegen Rays Arbeitgeber ermittelt.

## Besetzung und Synchronisation
Die deutsche Synchronisation entstand unter der Dialogregie von Ulrich Johannson durch die Synchronfirma Cinephon Synchron GmbH in Berlin.

### Hauptbesetzung

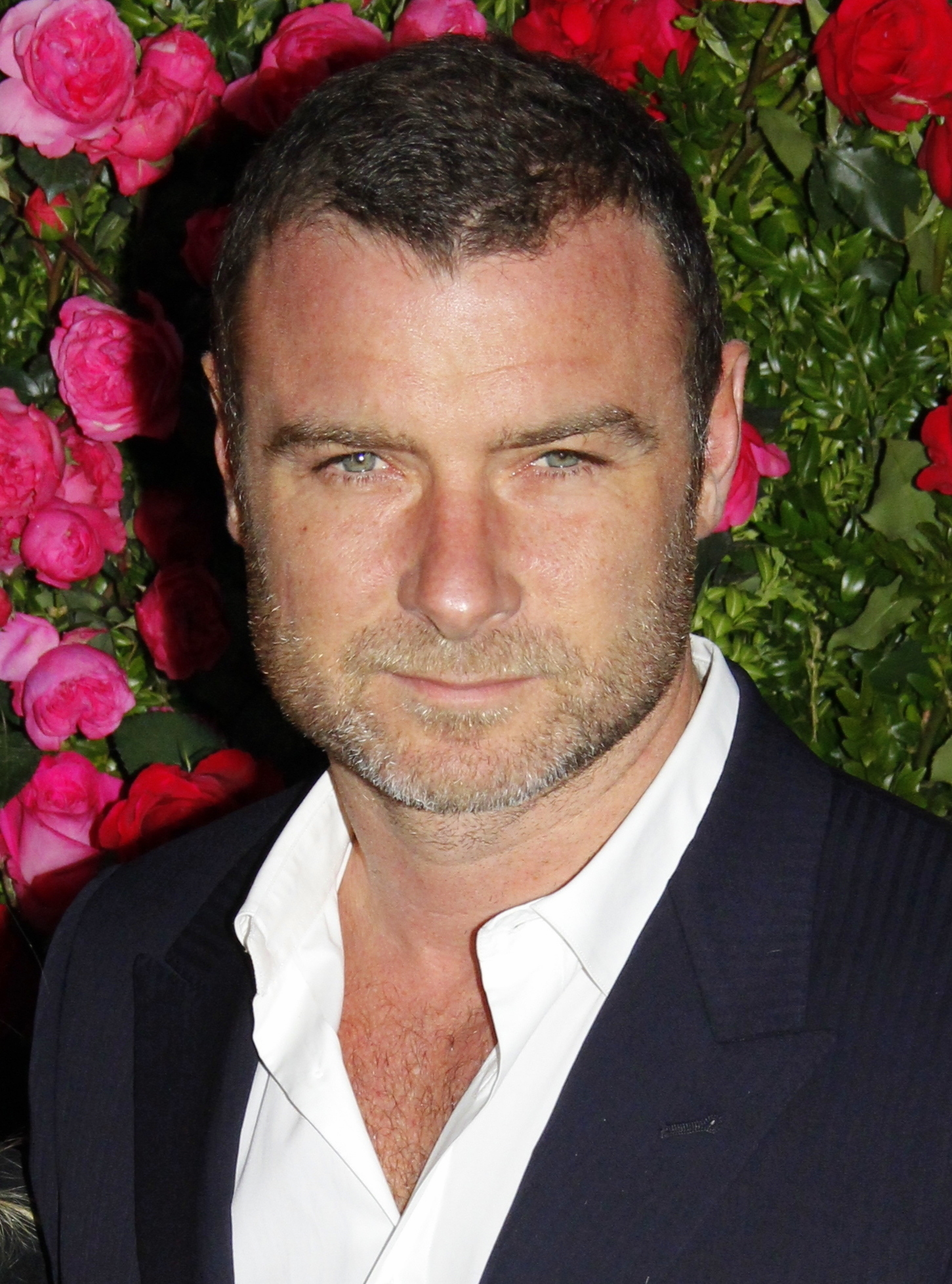
Liev Schreiber spielt Ray Donovan
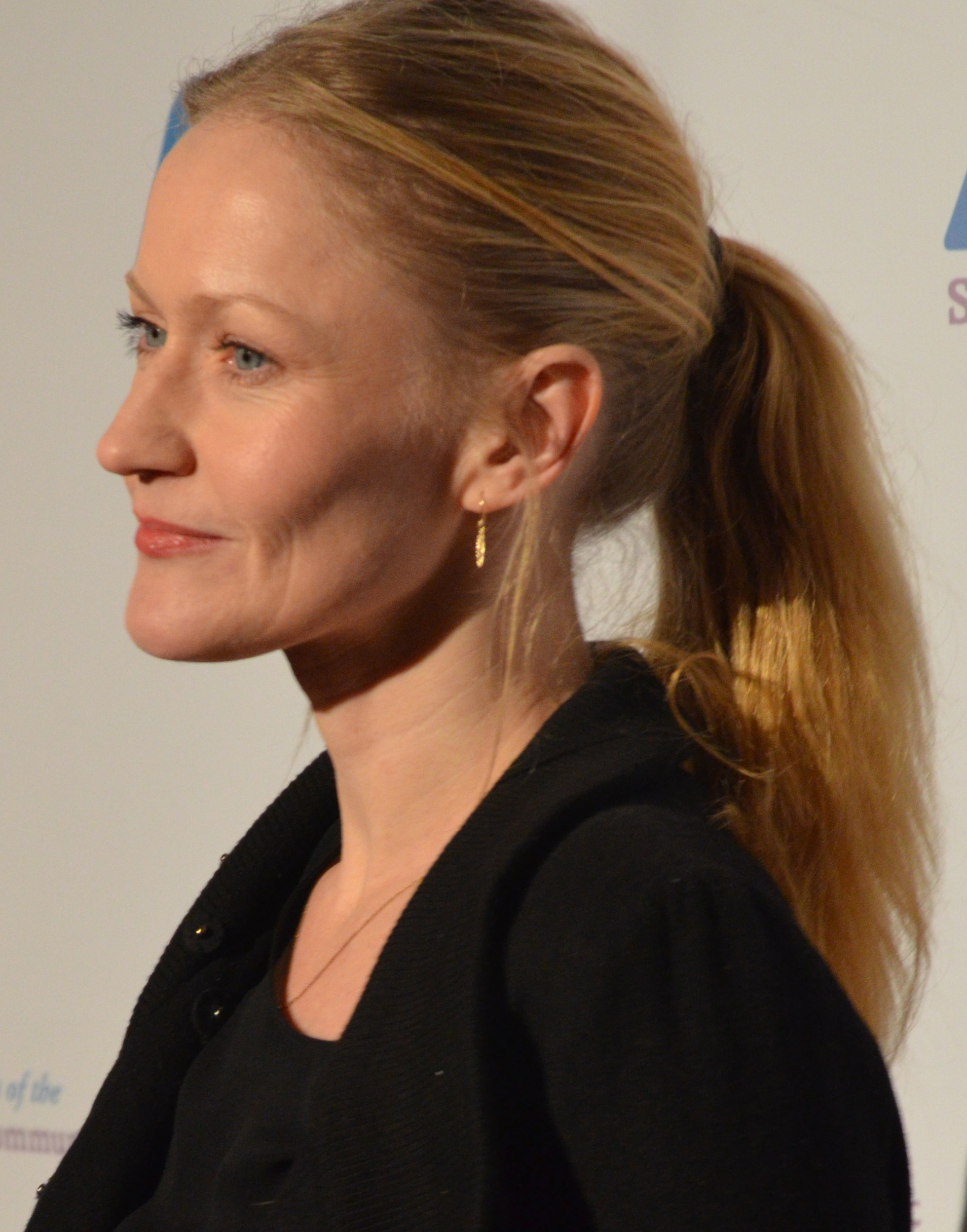
Paula Malcomson spielt Abby Donovan
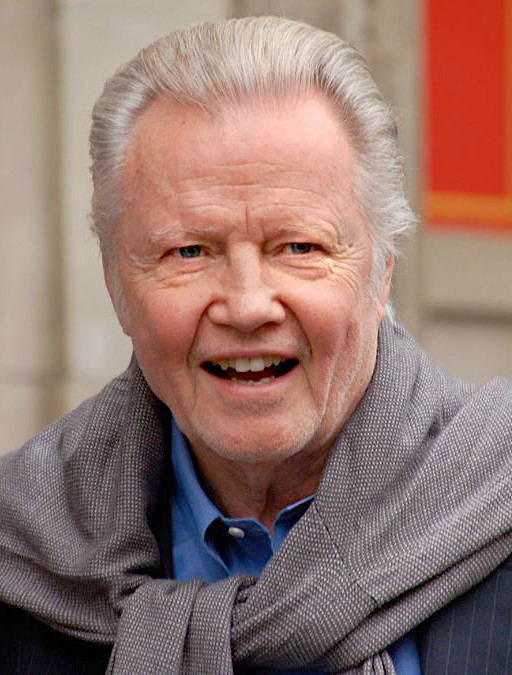
Jon Voight spielt Mickey Donovan
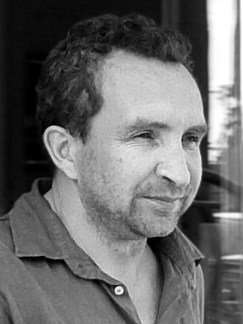
Eddie Marsan spielt Terry Donovan
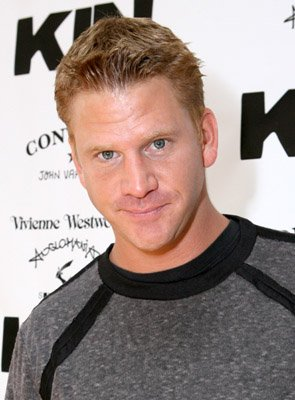
Dash Mihok spielt Bunchy Donovan
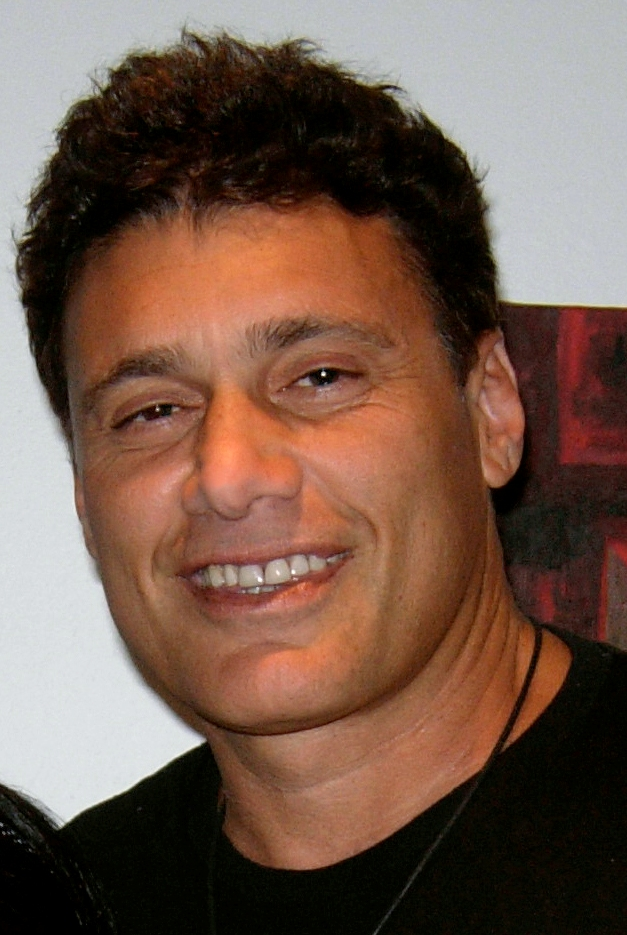
Steven Bauer spielt Avi
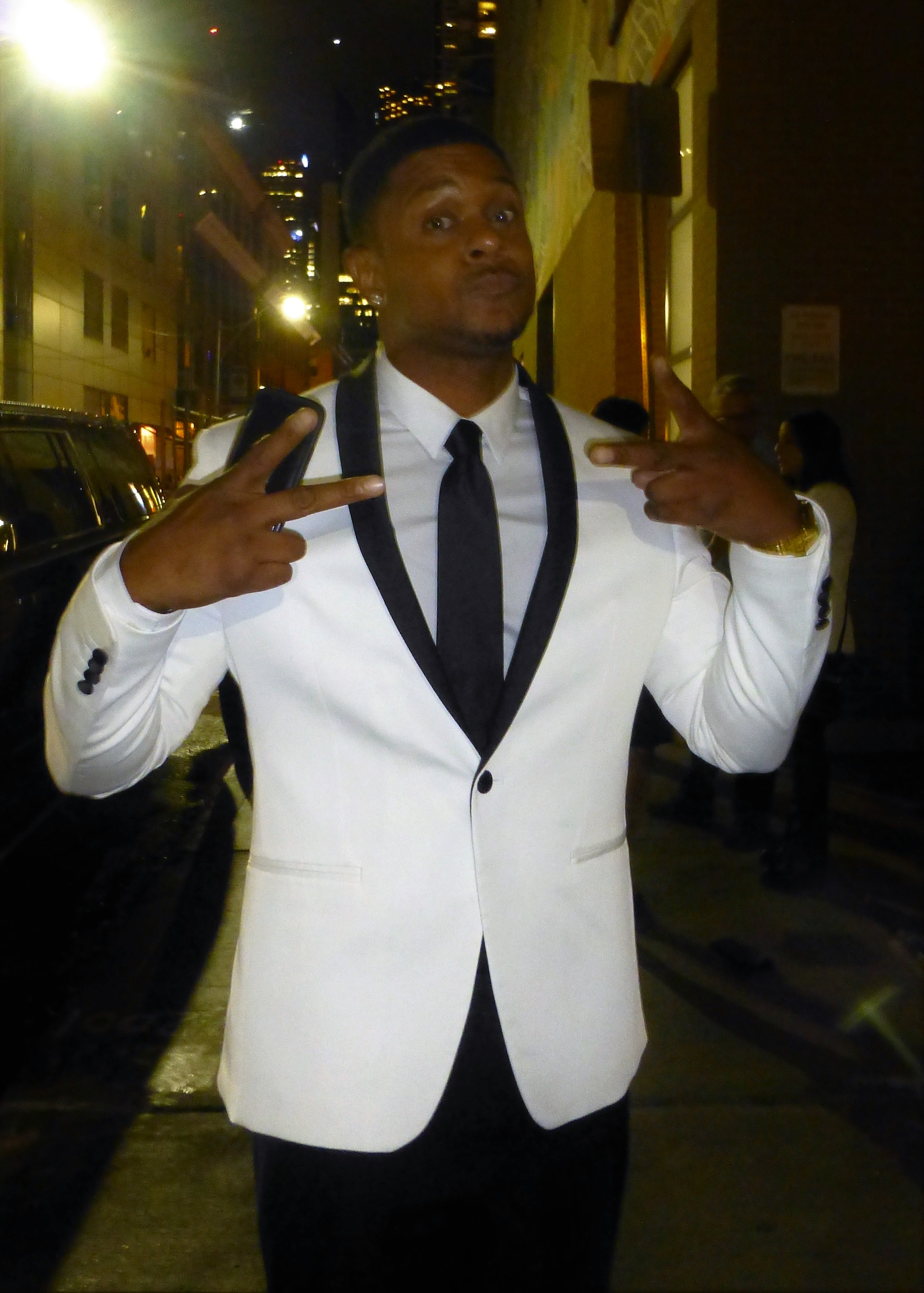
Pooch Hall spielt Daryll
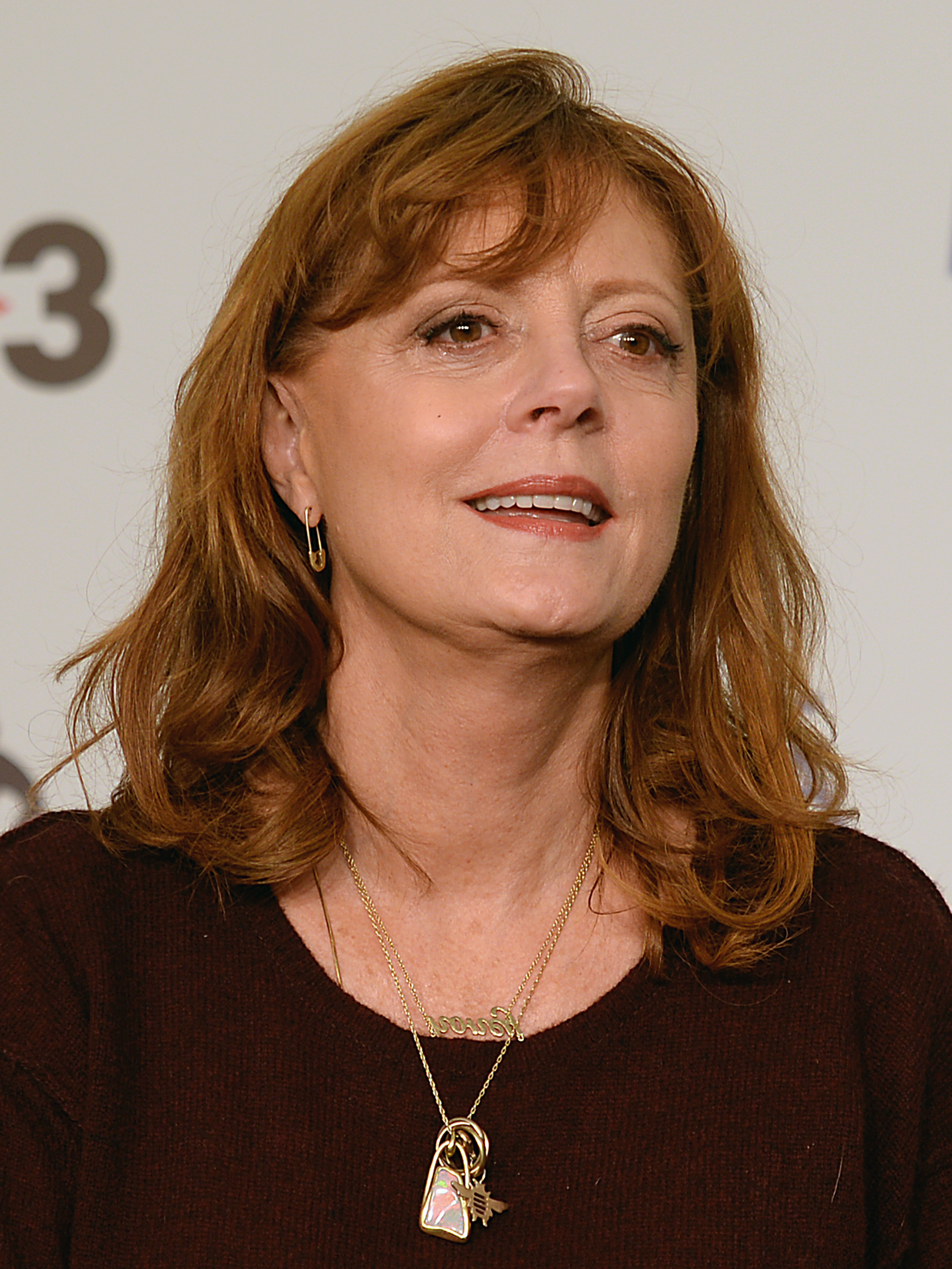
Susan Sarandon spielt Samantha Winslow

| Rollenname               | Schauspieler      | Folge     | Synchronsprecher                                             |
| ------------------------ | ----------------- | --------- | ------------------------------------------------------------ |
| Raymond „Ray“ Donovan    | Liev Schreiber    | 1.01–7.10 | Leon Boden                                                   |
| Abby Donovan             | Paula Malcomson   | 1.01–5.12 | Antje von der Ahe                                            |
| Mickey Donovan           | Jon Voight        | 1.01–7.10 | Bodo Wolf                                                    |
| Terrence „Terry“ Donovan | Eddie Marsan      | 1.01–7.10 | Lutz Schnell                                                 |
| Brandon „Bunchy“ Donovan | Dash Mihok        | 1.01–7.10 | Rainer Fritzsche                                             |
| Avi                      | Steven Bauer      | 1.01–5.08 | Jörg Hengstler                                               |
| Lena                     | Katherine Moennig | 1.01–7.03 | Victoria Sturm                                               |
| Daryll                   | Pooch Hall        | 1.01–7.10 | Tim Knauer                                                   |
| Bridget Donovan          | Kerris Dorsey     | 1.01–7.10 | Friedel Morgenstern (1.01–3.12) Angelina Geisler (4.01–7.10) |
| Conor Donovan            | Devon Bagby       | 1.01–6.12 | Sebastian Fitzner                                            |
| Samantha Winslow         | Susan Sarandon    | 5.01–6.12 | Kerstin Sanders-Dornseif                                     |
| Jacob „Smitty“ Smith     | Graham Rogers     | 5.01–7.10 | Dirk Petrick                                                 |

### Nebenbesetzung
| Rollenname               | Schauspieler           | Folge(n)                   | Synchronsprecher        |
| ------------------------ | ---------------------- | -------------------------- | ----------------------- |
| Lee Drexler              | Peter Jacobson         | 1.01–3.11                  | Gerald Schaale          |
| Ashley Rucker            | Ambyr Childers         | 1.01–4.06                  | Annina Braunmiller-Jest |
| Deb                      | Denise Crosby          | 1.01–5.04                  | Marina Krogull          |
| Stu Feldman              | Josh Pais              | 1.01–4.08, 6.05            | Peter Flechtner         |
| Tommy Wheeler            | Austin Nichols         | 1.01–1.03, 1.09, 2.02–2.03 | Christoph Banken        |
| Sean Walker              | Johnathon Schaech      | 1.01–1.10                  | Frank Röth              |
| Frank Barnes             | Michael McGrady        | 1.01–5.07                  | Rainer Doering          |
| Potato Pie               | William Stanford Davis | 1.01–5.10                  | Werner Böhnke           |
| Ezra Goldman             | Elliott Gould          | 1.01–3.01                  | Roland Hemmo            |
| Van Miller               | Frank Whaley           | 1.03–1.11                  | Udo Schenk              |
| Patrick „Sully“ Sullivan | James Woods            | 1.06–1.10, 1.12            | Frank Glaubrecht        |
| Andrew Finney            | Ian McShane            | 3.01–3.12                  | K. Dieter Klebsch       |
| Teresa                   | Alyssa Diaz            | 3.01–5.12, 6.06            | Leonie Dubuc            |
| Paige Finney             | Katie Holmes           | 3.01–3.12                  | Dascha Lehmann          |
| Sonia Kovitzky           | Embeth Davidtz         | 4.01–4.12                  | Silvia Mißbach          |
| Marisol Campos           | Lisa Bonet             | 4.01–4.12                  | Elisabeth von Koch      |
| Sandy „Tante“ Patrick    | Sandy Martin           | 6.03–7.07                  | Denise Gorzelanny       |

## Produktion und Ausstrahlung
Die Serie ist eine Eigenproduktion des Senders Showtime, welche in Zusammenarbeit mit der The Mark Gordon Company entwickelt wurde. Als Executive Producer fungieren Ann Biderman, Mark Gordon und Bryan Zuriff.
Im November 2011 wurde Liev Schreiber für die Pilotfolge verpflichtet. Im Januar 2012 wurde bekannt, dass Paula Malcomson die Rolle von Donovans Ehefrau übernehmen wird. Mitte Februar stießen dann noch Jon Voight und Elliott Gould zur Besetzung der Pilotfolge und Anfang März Steven Bauer und Devon Bagby.
Vereinigte Staaten
Die erste Folge der Serie wurde am 30. Juni 2013 nach der achten Staffelpremiere von Dexter gesendet. Die Folge stellte mit 1,35 Millionen Zuschauern, was zu einem Zielgruppen-Rating von 0,5 führte, einen neuen Rekord für den Auftakt einer Originalserie des Senders auf. Vorher hatte diesen die Serienpremiere von Homeland im Oktober 2010 inne. Da die Einschaltquoten der ersten Folgen stiegen, verlängerte Showtime die Serie nach der dritten ausgestrahlten Folge um eine zwölf Folgen umfassende zweite Staffel, deren Ausstrahlung vom 13. Juli bis zum 28. September 2014 stattfand. Eine dritte Staffel wurde im August 2014 bestellt und ab Anfang 2015 produziert. Die Ausstrahlung hatte am 12. Juli 2015 begonnen. Am 11. August 2015 wurde eine vierte Staffel bestellt.
Deutschland
Die Ausstrahlungsrechte für den deutschsprachigen Raum hat sich der Bezahlfernsehsender FOX gesichert. Die erste Staffel lief vom 10. Februar bis zum 28. April 2014, die zweite Staffel wird seit 13. Oktober 2014 ausgestrahlt. Im frei empfangbaren Fernsehen ist die Serie seit dem 12. September 2014 im ZDF zu sehen.
Schweiz
Ab dem 17. November 2014 strahlte SRF zwei die erste Staffel in der Schweiz aus.

## Rezeption
Axel Schmitt von Serienjunkies.de schrieb, dass „Showtime […] mit Ray Donovan ein solides Dramaprodukt ab[liefere], das sich jedoch in der Auftaktepisode einige Fragen nach Logik, Linearität und Realismus gefallen lassen muss“. Teilweise würde die Serie „auf dramaturgischer Seite [die] Charakterzeichnung und Figurenkonstellation sowie auf technischer Seite zudem die Bildkomposition an das Vorbild aller modernen Dramaserien The Sopranos“ erinnern.
Bei den Critics’ Choice Television Awards 2013 wurde die Serie neben fünf weiteren Serien in der Kategorie Vielversprechendste neue Serie ausgezeichnet. Jon Voight gewann für seine Darstellung des Mickey Donovan 2014 den Golden Globe Award als bester Nebendarsteller – Serie, Mini-Serie oder TV-Film. Eine weitere Nominierung erhielt Voight 2014 bei den Critics’ Choice Television Awards als bester Nebendarsteller in einer Dramaserie.

## DVD- und Blu-ray-Veröffentlichung
Vereinigte Staaten
- Staffel 1 erschien am 10. Juni 2014
- Staffel 2 erschien am 26. Mai 2015
- Staffel 3 erschien am 29. Dezember 2015
- Staffel 4 erschien am 27. Dezember 2016

Vereinigtes Königreich
- Staffel 1 erschien am 2. Juni 2014
- Staffel 2 erschien am 25. Mai 2015
- Staffel 3 erschien am 16. Mai 2016

Deutschland
- Staffel 1 erschien am 4. Dezember 2014
- Staffel 2 erschien am 3. September 2015
- Staffel 3 erschien am 1. September 2016